# Edmund Hogan

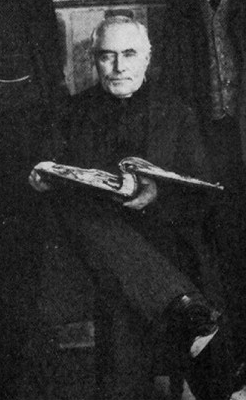
Edmund Hogan

Edmund Ignatius Hogan (irisch Éamonn Ó hÓgáin; * 25. Januar 1831 in Cork; † 26. November 1917) war ein irischer Historiker, Sprachwissenschaftler, römisch-katholischer Theologe, Priester und Jesuit aus dem Umfeld der irischen Renaissance. Als Mitglied der Royal Irish Academy und Professor am University College Dublin war er Autor zahlreicher Bücher zur irischen Geschichte und Sprache und übersetzte daneben auch mehrere Werke der Irischen Literatur aus dem Gälischen ins Englische.

## Werke (Auswahl)

### Originalarbeiten
- Distinguished Irishmen of the 16th Century, 1894
- The Irish Wolfdog; Sealy, Bryers & Walker, Dublin, 1897. Neuauflagen 1917, 1939, 1971 (ab 1939 zusammen mit Capt. Grahams The Irish Wolfhound).
- Irish Phrase Book, 1899
- Outlines of the Grammar of Old-Irish; Gaelic League, Dublin 1900
- Chronological Catalogue of the Irish members of the Society of Jesus, 1550-1814, 1900
- Onomasticon Goedelicum: An Index to Irish Names of Places and Tribes, 1910 (Google Books)

### Übersetzungen
- George Carew: A Description of Ireland in 1598; Dublin 1876 (Übersetzung basiert auf MS. E. 2, 14, Trinity College)
- Tirechán (Collectanea) und Muirchú maccu Machtheni: The Lives of St. Patrick; in: Analecta Bollandiana (1881), I, S. 531 ff.